# Šahmatov
Šahmatov ima več pomenov.

## Osebnosti
Priimek več osebnosti (rusko Ша́хматов).
- Aleksej Aleksandrovič Šahmatov (1864—1920), ruski filolog, jezikoslovec, slavist in zgodovinar.
- D. B. Šahmatov, matematik.
- Mark Šahmatov, ruski umetnostni drsalec.